# Informatienota
Een informatienota is een notitie waarin een ondernemer of bestuurder de Ondernemingsraad (OR) en/of het personeel informeert over voorgenomen acties of veranderingen. Het betreft zaken waarvoor volgens de Wet op de ondernemingsraden (WOR) geen Adviesaanvraag ingediend hoeft te worden, maar waarvan het juist wordt geacht de betrokkenen te informeren. De OR kan naar aanleiding van de informatienota wel opmerkingen of vragen plaatsen of om nadere toelichting vragen, maar de bestuurder hoeft verder geen akkoord voor het voornemen af te wachten.
Ook gemeentes (en andere overheidsinstellingen) kunnen informatienota's gebruiken om de bevolking te informeren over plannen of veranderingen. Dit wordt vaak gevolgd door informatie- en/of inspraakbijeenkomsten.